# Rabiforcado-magnífico
Rabiforcado-magnífico, fragata, fragata-comum, tesourão, fragata majestosa ou fragata magnífica, a Fregata magnificens é uma ave Suliforme (antes Pelecaniformes) pertencente à família Fregatidae.   
É uma espécie de ave que possui uma distribuição ampla, sendo encontrada em áreas tropicais, pelo Oceano Atlântico, nas Américas Central e do Sul, e, no Oceano Pacífico, da Colômbia ao Peru; no Brasil, colônias reprodutivas são facilmente encontradas nos estados da Bahia, Rio de Janeiro, São Paulo, Paraná e Santa Catarina, e nos arquipélagos de Fernando de Noronha (Pernambuco) e de Moleques do Sul (Santa Catarina); esse último é o limite mais ao sul das colônias desta espécie.

## Características físicas

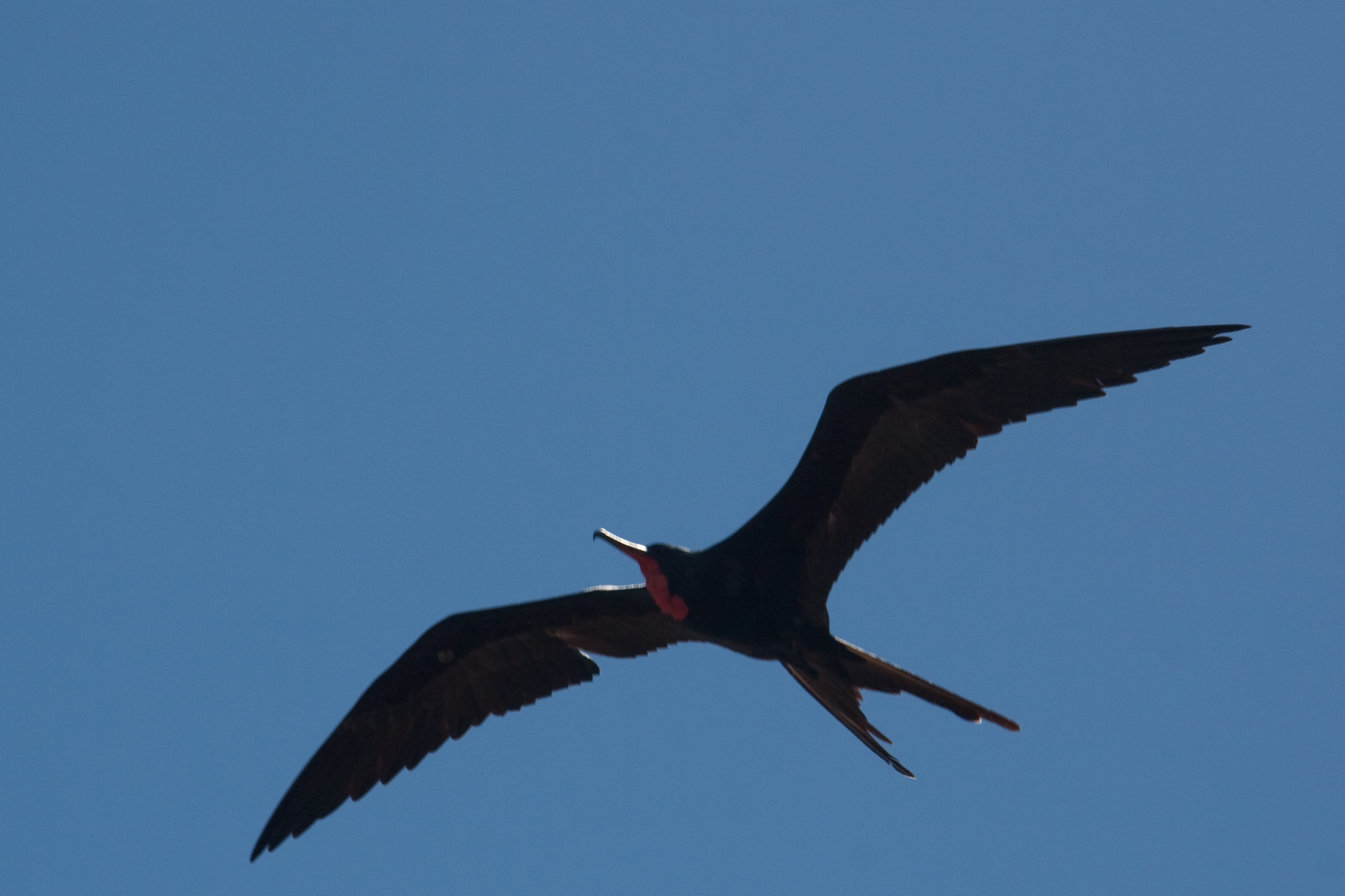
Silhueta típica da espécie: asas longas e cauda em formato de "V".

A espécie possui asas longas e cauda em formato de “V”, e sua cor varia de acordo com a idade e o sexo do animal observado.  
Quando chega à idade adulta, pode vir a ter um metro de comprimento, da cabeça à cauda, e mais de dois metros de envergadura, da ponta de uma asa até a ponta da outra, e pesar cerca de 1,5 kg. Ela apresenta asas angulosas e é reconhecida por ser a ave com maior superfície de asa por unidade de peso.  

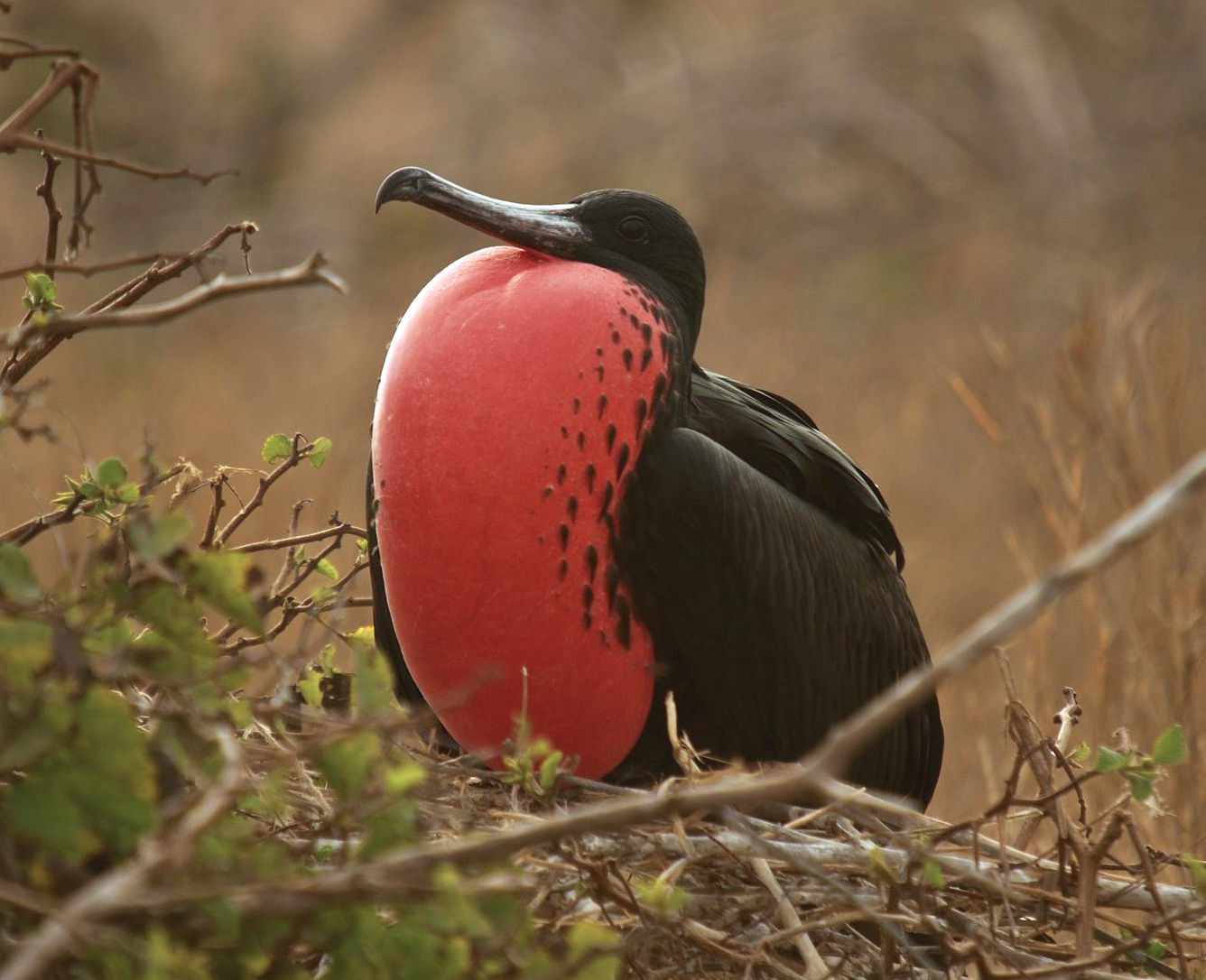
Macho de fragata com saco gular vermelho inflado em Galápagos, Equador

O macho da fragata possui todas as penas do corpo pretas e brilhantes, apresentando um saco gular vermelho que caracteriza essa ave por, em seu período reprodutivo, ficar bastante evidente e inflada, mas em seu período de repouso sexual permanecer discreta.  
A fêmea adulta é maior, tem sua cabeça anegrada e difere do macho por apresentar em seu peito penas inteiramente brancas.
Os filhotes nascem com a penugem de seu corpo totalmente branca. Já os indivíduos juvenis apresentam sua cabeça branca e o restante da penugem preta, independente do sexo em ambas as características.
Quando em voo, sua cauda fica em formato de “V” ou tesoura, característica que deu origem ao seu nome popular “tesourão”. É muito habilidosa no voo, que pode ser bastante alto ou rasante. Diferentemente de outras aves marinhas, essa espécie não repousa sobre a água, pois, por não ter penas impermeáveis, suas asas se encharcariam facilmente, levando a ave ao afogamento e possível morte. 

## Habitat
Habita em áreas costeiras que são banhadas por mares quentes, ou seja, sua presença está associada a mares tropicais e até subtropicais. que tenham uma boa distribuição de costa com topos de árvores e arbustos mais elevados para a confecção do seu ninho. Logo, as costas dos Oceano Atlântico e do Oceano Pacífico possuem condições perfeitas para a estadia dessas aves.  

## Comportamento
A espécie possui comportamento gregário, nidificando na terra ou na vegetação e seus alimentos são peixes e lulas próximo à superfície do mar.
A fragata é conhecida também por molestar outras aves em busca de alimento, sendo nomeada como ave pirata, já que ela importuna as outras espécies de pássaros para “roubar” os peixes regurgitados.  
No voo, devido a sua morfologia, pode permanecer noite e dia voando, tanto em baixas quanto em altas atitudes, sendo capaz de atravessar oceanos em determinados períodos, transitando entre continentes.  

### Reprodução

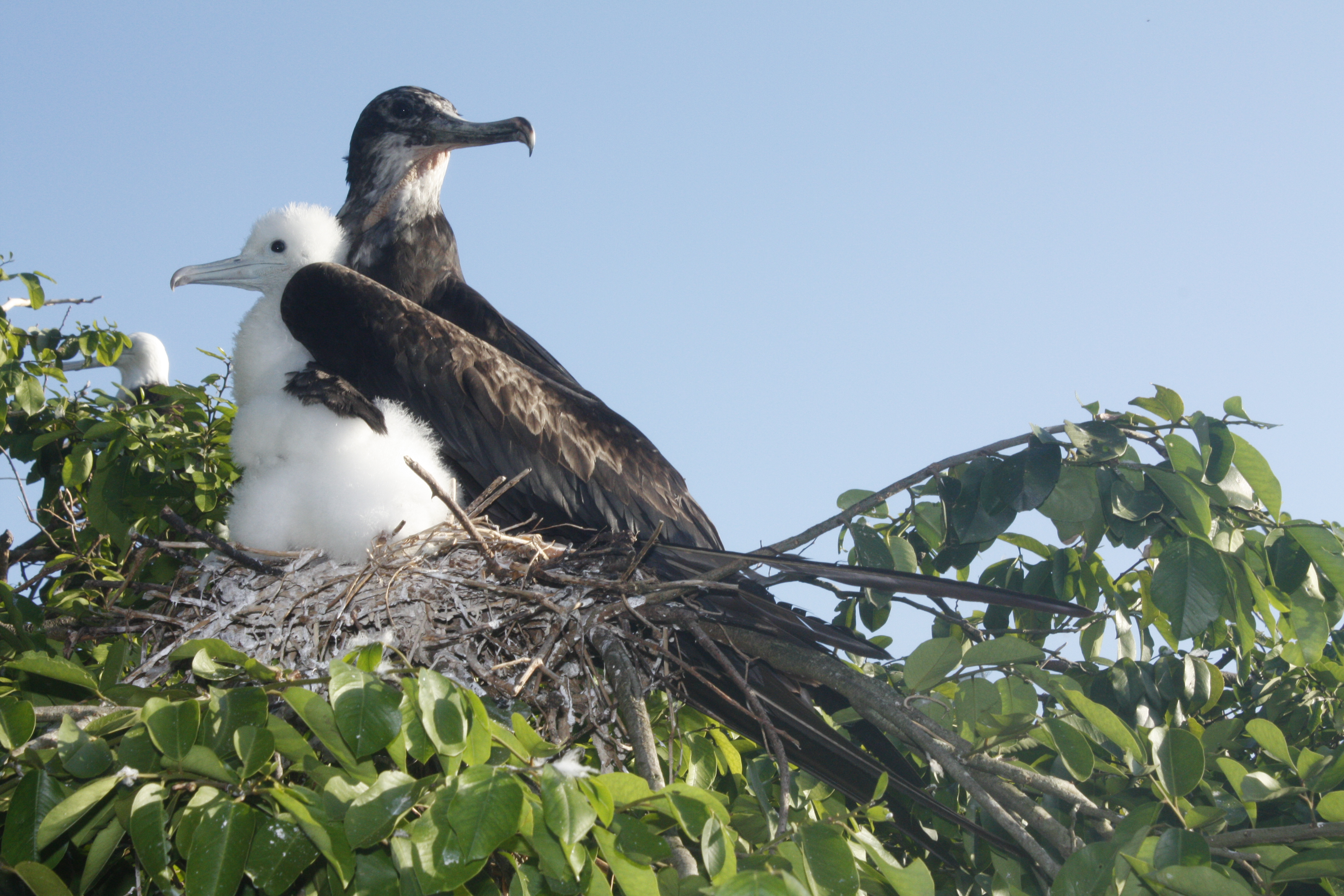
Ninho de fragata-comum com fêmea e filhote

A reprodução da fragata tem início entre os meses de junho e agosto, período de inverno no Brasil. Os machos da espécie apresentam o seu saco gular vermelho bastante inflado durante esse período, dando início à corte. Somente um ovo, totalmente branco, é posto no ninho, que é construído sobre árvores e arbustos, constituído de gravetos e compactado com fezes da própria ave. O casal se alterna na incubação do ovo e no cuidado com o filhote. O tempo do choco varia de 40 a 45 dias.

### Alimentação

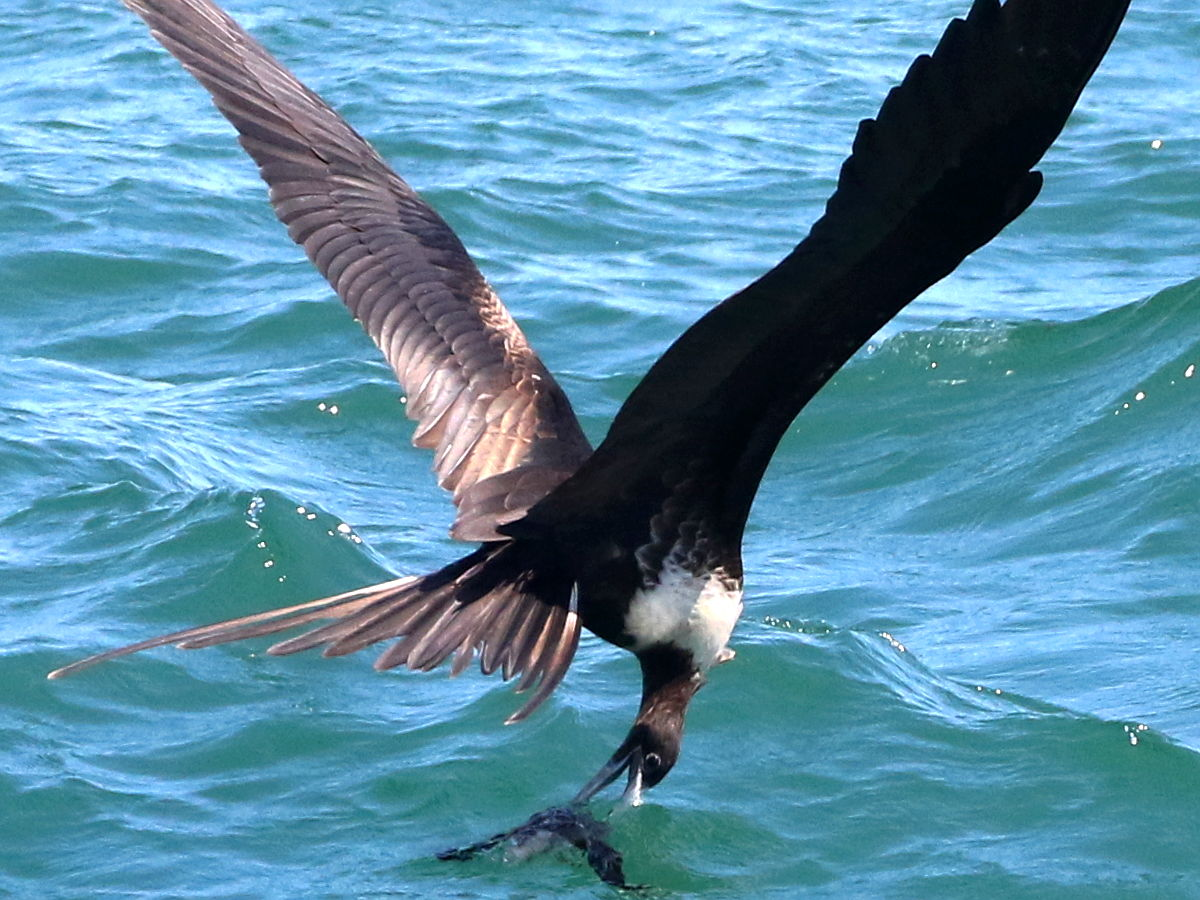
Fregata magnificens fêmea pescando um peixe no litoral do Rio de Janeiro, Copacabana, para se alimentar

A alimentação é baseada na pesca de peixes e lulas capturados na superfície pelo bico em voos rasantes, já que a ave não mergulha devido à falta de impermeabilidade de suas penas. A espécie também se alimenta de filhotes de tartarugas. A fragata costuma molestar outras aves em busca de peixes regurgitados, comportamento denominado cleptoparasitismo. Geralmente essa ação envolve as grazinas e os atobás, que, para se livrarem da perseguição, pousam na água como escape. Também é eficiente para localizar descartes dos barcos de pesca, alimentando-se dos peixes que flutuam.   

## Caráter de indicadores

### Eventos anômalos
De 2015 a 2019, observou-se o comportamento da Fregata magnificens como indicadora de excelência nos eventos anômalos que ocorrem na América do Sul, neste caso em especial a reação da ave que ocorre no litoral centro-norte do Peru ao fenômeno do El Niño. A fragata funciona como detector de mudanças na temperatura e na salinidade da superfície do mar.  
Entre outubro de 2015 e dezembro de 2019 foram observadas 73 visitações da espécie na localidade 4°S e 10°S, sendo que, no período destacado, durante o fenômeno em análise, a presença da fragata ficou restrita a dois graus, 4°S e 5°S, ficando mais próxima à costa e se distanciando apenas para caçar.
Logo, seu comportamento durante o evento variou com a temperatura do mar, ou seja, quanto maior a temperatura das correntes direcionadas para o sul, maior foi a presença de fragatas.     

### Parasitas
Estudos recentes indicam a baixa prevalência dos parasitas em aves marinhas na costa brasileira, e uma dessas aves é a fragata. Os parasitas verificados nas amostras de sangue foram o plasmódio e o haemosporida, causadores da malária aviária; para verificar a ausência ou a presença destes, foi preciso fazer uma coleta sanguínea em aves nos arquipélagos de Fernando de Noronha, São Pedro e São Paulo, Atol das Rocas e Trindade e Martim Vaz.
Não houve a detecção de parasitas de malária aviária na costa brasileira em nenhuma das espécies estudadas. A baixa prevalência se dá de acordo com as condições ambientais em que se encontram as aves na costa brasileira, desta forma inibindo a sobrevivência do vetor.
A malária aviária é uma doença de alta dispersão que causa alta parasitemia e mortalidade em aves, e é distribuída por um vetor, o mosquito Aedes, que parasita o sangue do hospedeiro. 

## Conservação
As principais causas para o declínio habitacional de espécies de aves são as modificações no habitat em que se encontram, sendo os principais afetados a nidificação e o forrageio. A influência humana é a principal causadora de distúrbios na dinâmica natural das aves marinhas. Por exemplo, a pesca e os navios pesqueiros contribuem para uma diminuição da população de peixes no litoral brasileiro, por gerar desregulação na quantidade populacional do alimento de aves marítimas e, em consequência, algumas aves desenvolvem outros mecanismos para se alimentarem; no caso da fragata, a intensificação do cleptoparasitismo, gerando uma relação incômoda com as grazinas no litoral paulista. 

Mapa de distribuição da Fregata magnificens

Outro ponto é a perseguição de barcos de pesca pela espécie, porque, como aves seguidoras, que se alimentam dos peixes mortos jogados ao mar, elas estão sujeitas a sofrer acidentes na busca pelo alimento, constituindo-se em um dos principais riscos de letalidade para as aves marinhas que reproduzem esse comportamento na sua alimentação.
Em São Paulo, os esforços para conservar as aves marinhas são direcionados, principalmente, para as ações antrópicas, como o incentivo ao turismo, caça esportiva, poluição, derramamento de óleo, uso de anzóis, etc. Outras situações que também dificultam a estabilidade das espécies são alguns fatores biológicos, principalmente a reprodução, podendo ser destacados o período de incubação e criação do filhote e o início tardio do ciclo reprodutivo. Apesar de ser uma espécie em estado de conservação pouco preocupante, o  cuidado da fragata com o filhote pode se estender por até nove meses e somente um filhote por casal é gerado a cada período reprodutivo. Sendo assim, é necessário que se mantenham cuidados com os ninhos de fragata e seja obedecida uma política de preservação, tanto no estado de São Paulo quanto nos outros estados do país.  

## Galeria de fotos

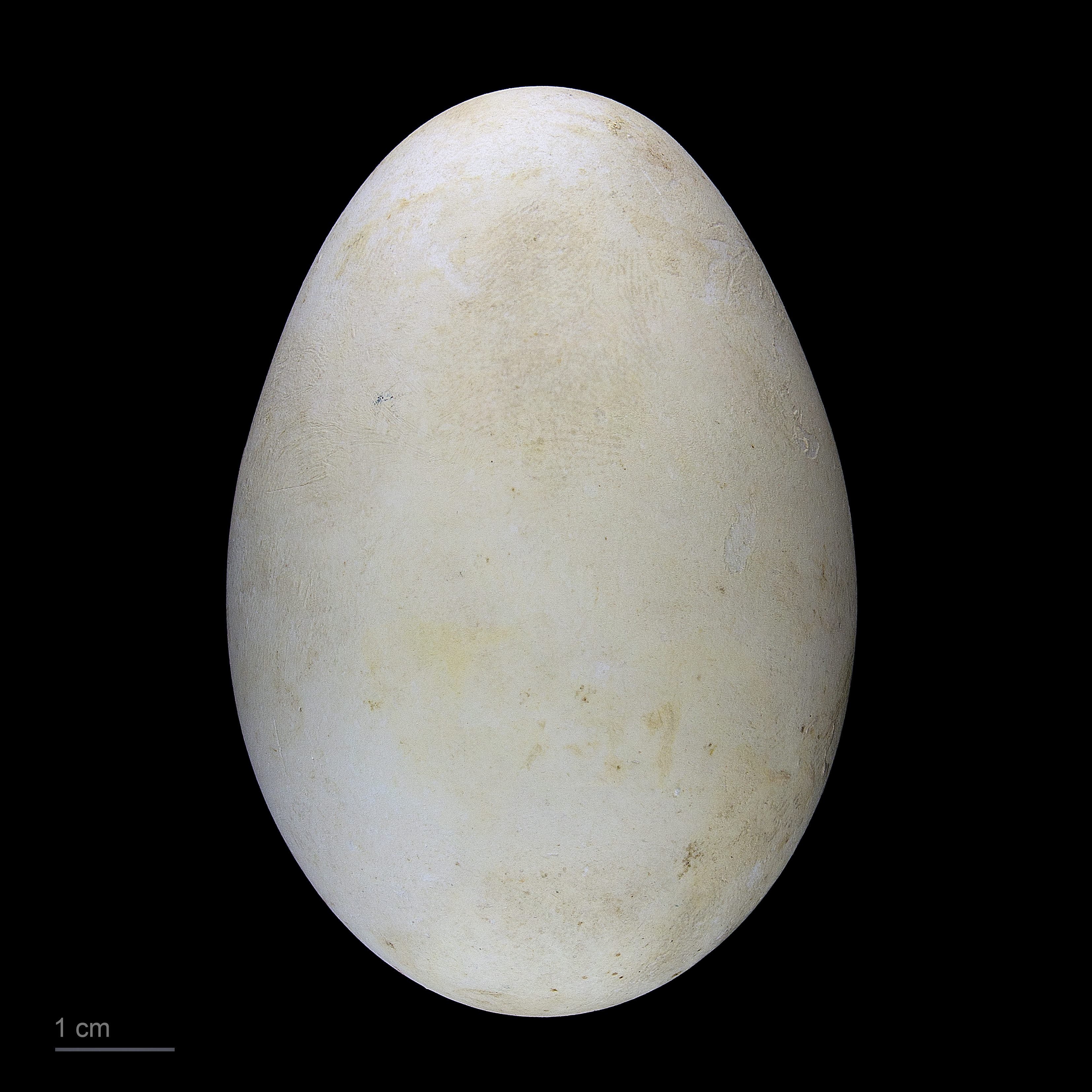
Ovo de Fregata magnificens - MHNT
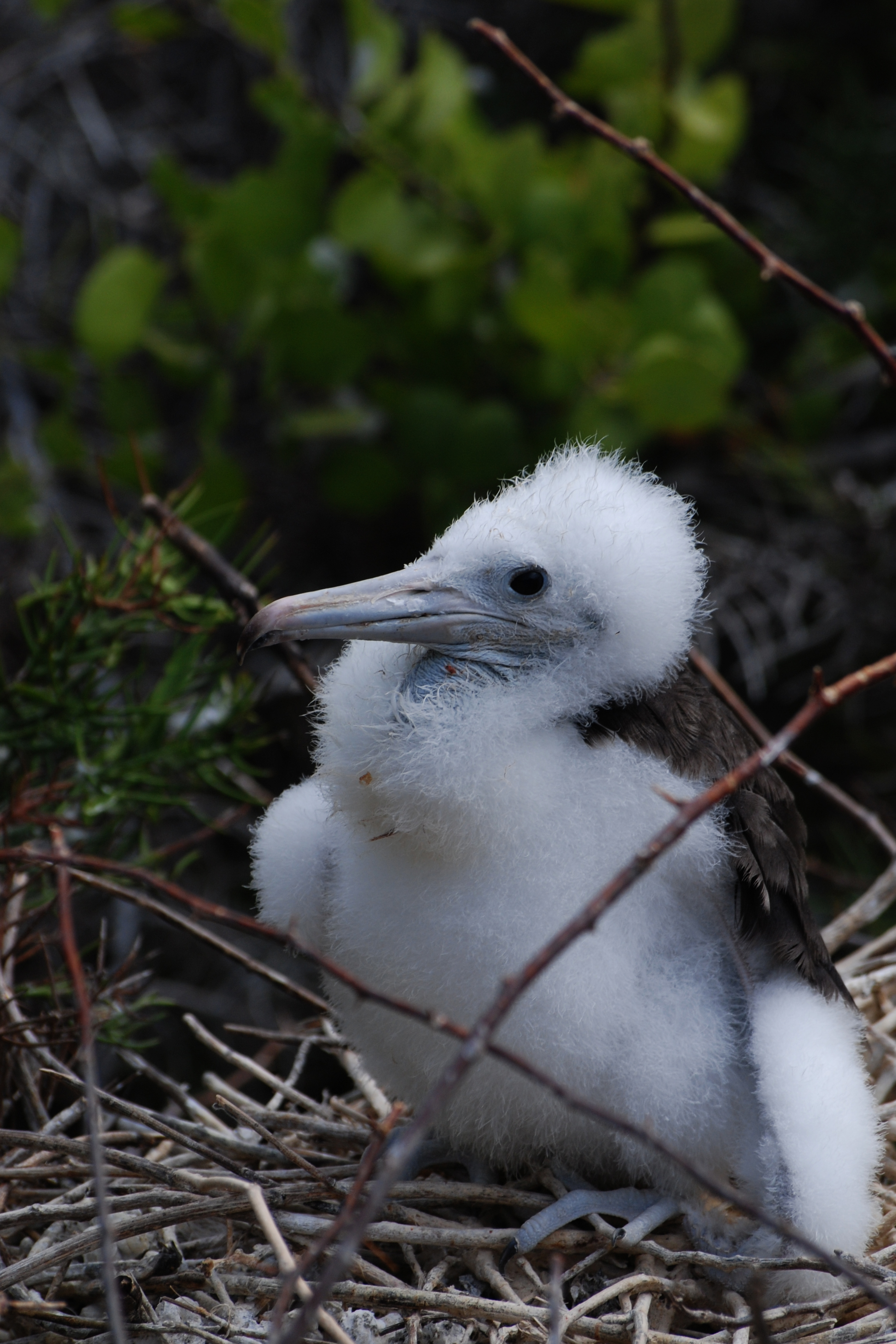
Filhote no ninho, com a penugem inteiramente branca.
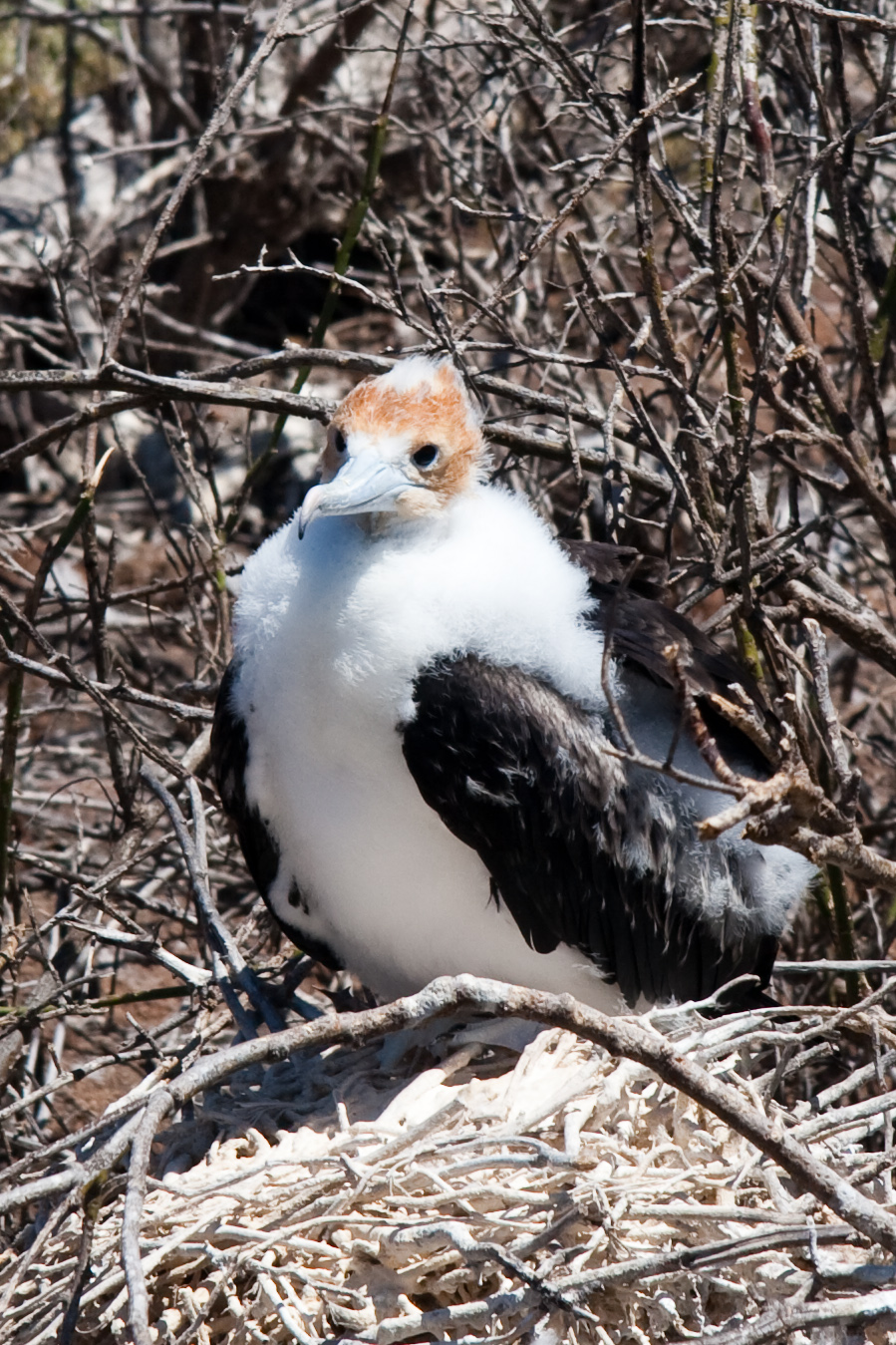
Filhote, na fase em que adquire penas verdadeiras
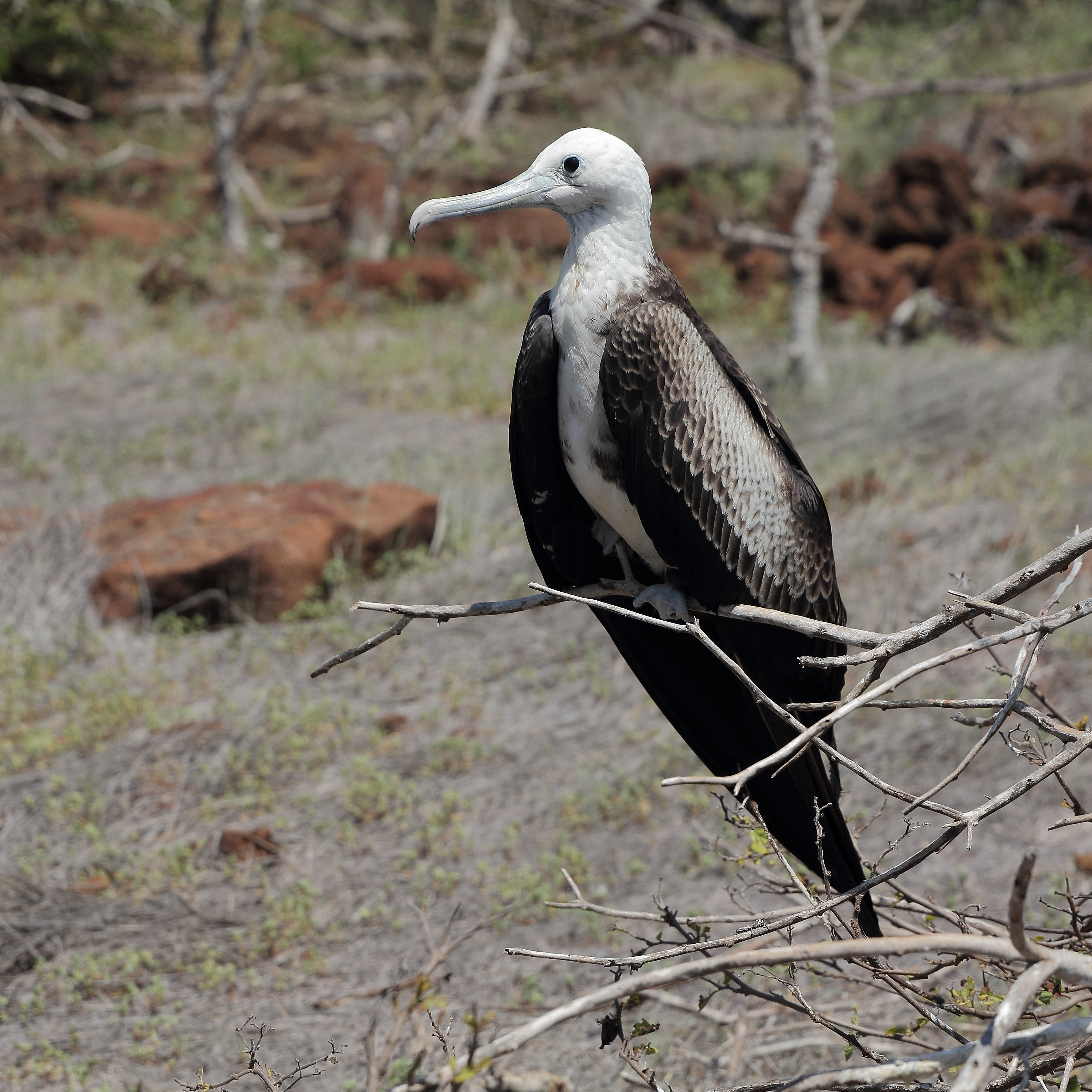
Ave juvenil, mostrando a cabeça branca típica desta fase de crescimento.
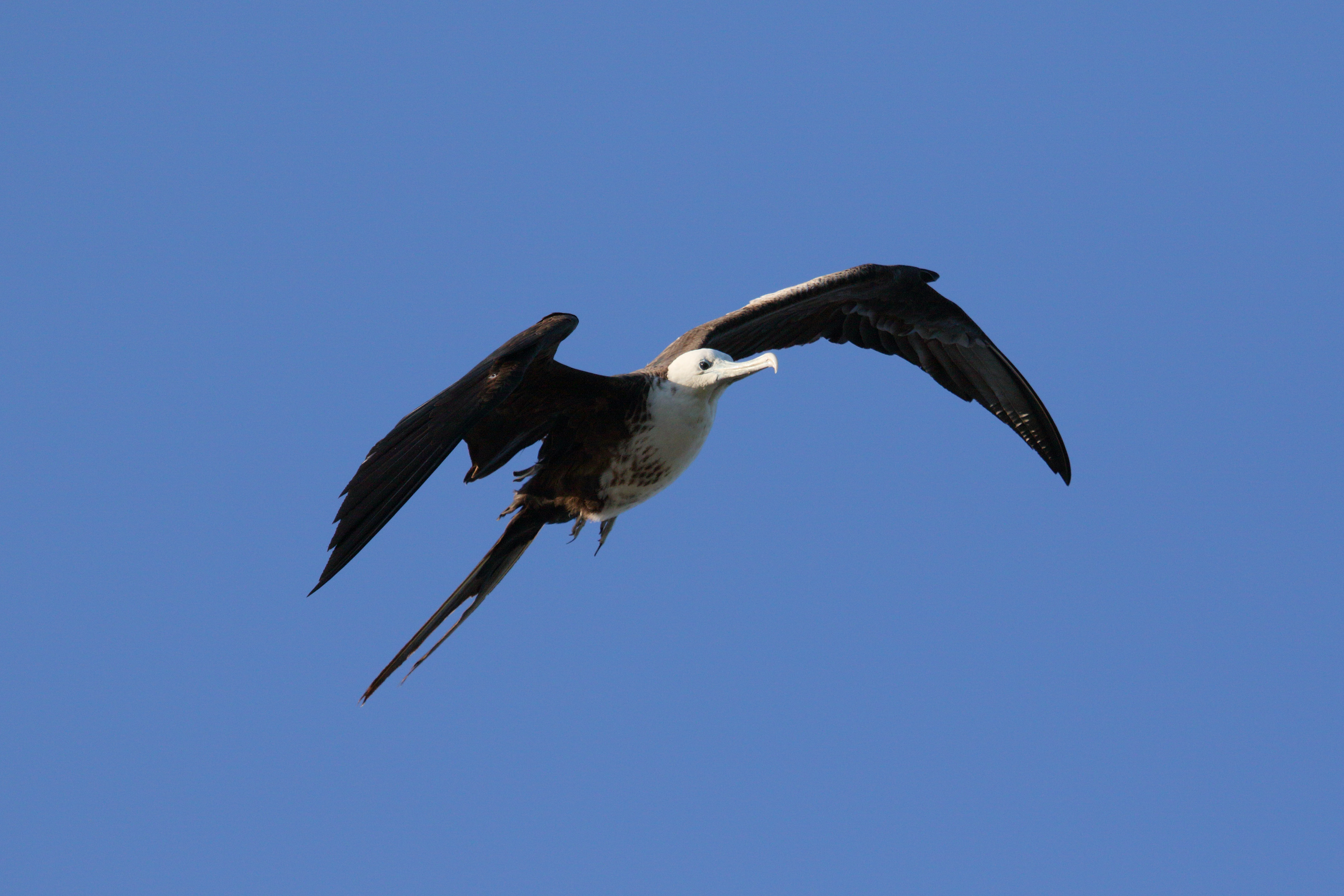
Ave juvenil, em voo
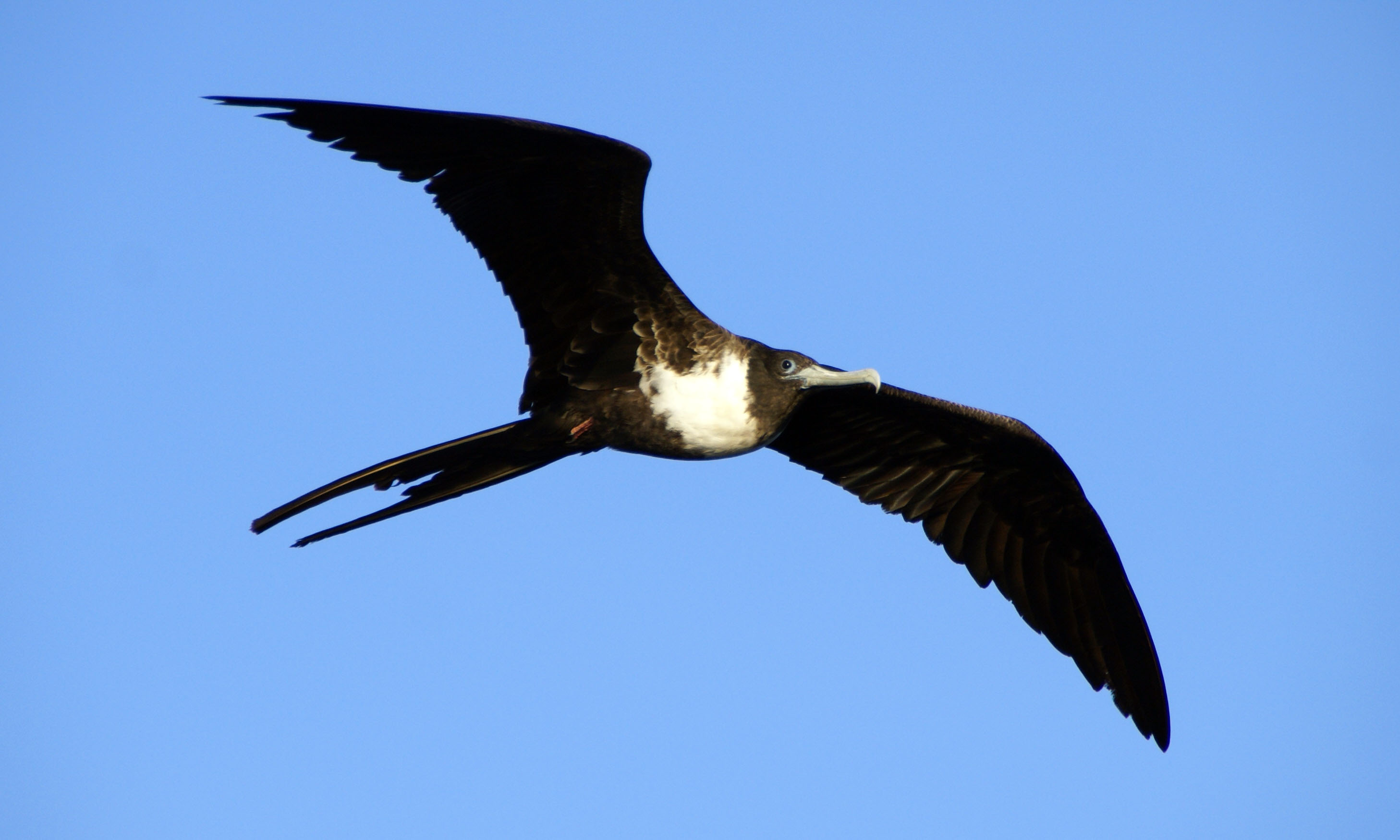
Fêmea adulta, em voo
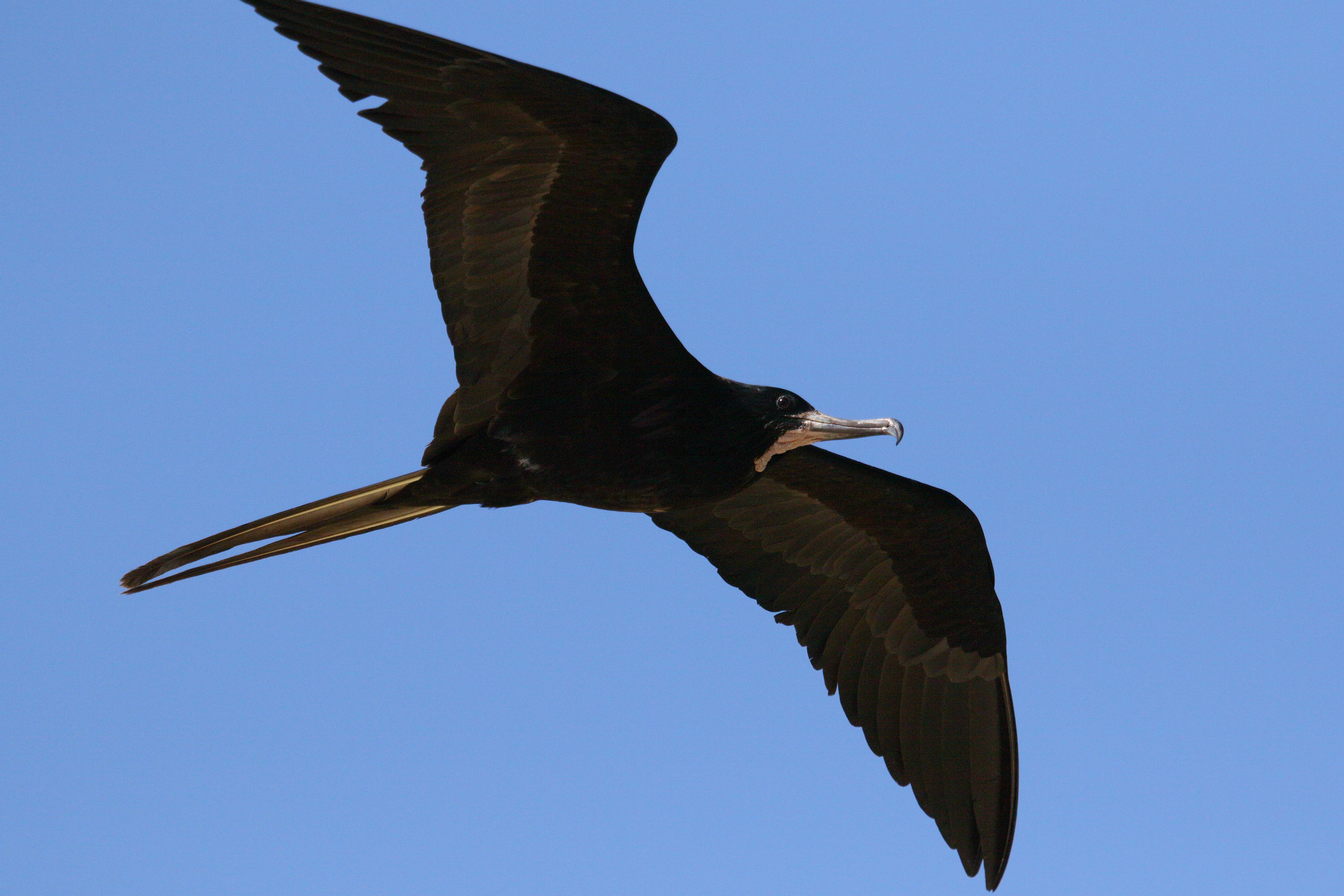
Macho adulto, em voo
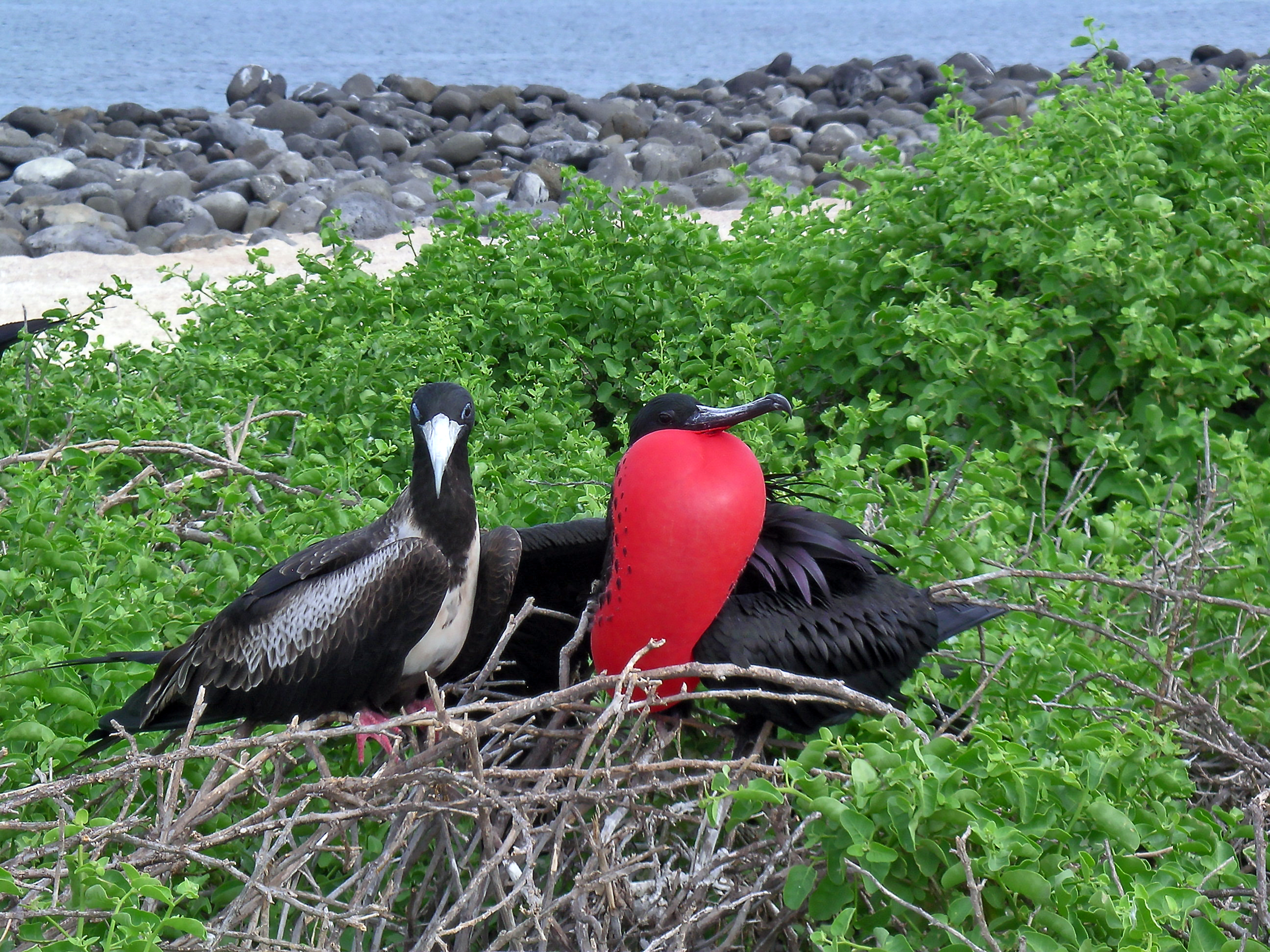
Casal de fragatas no período reprodutivo
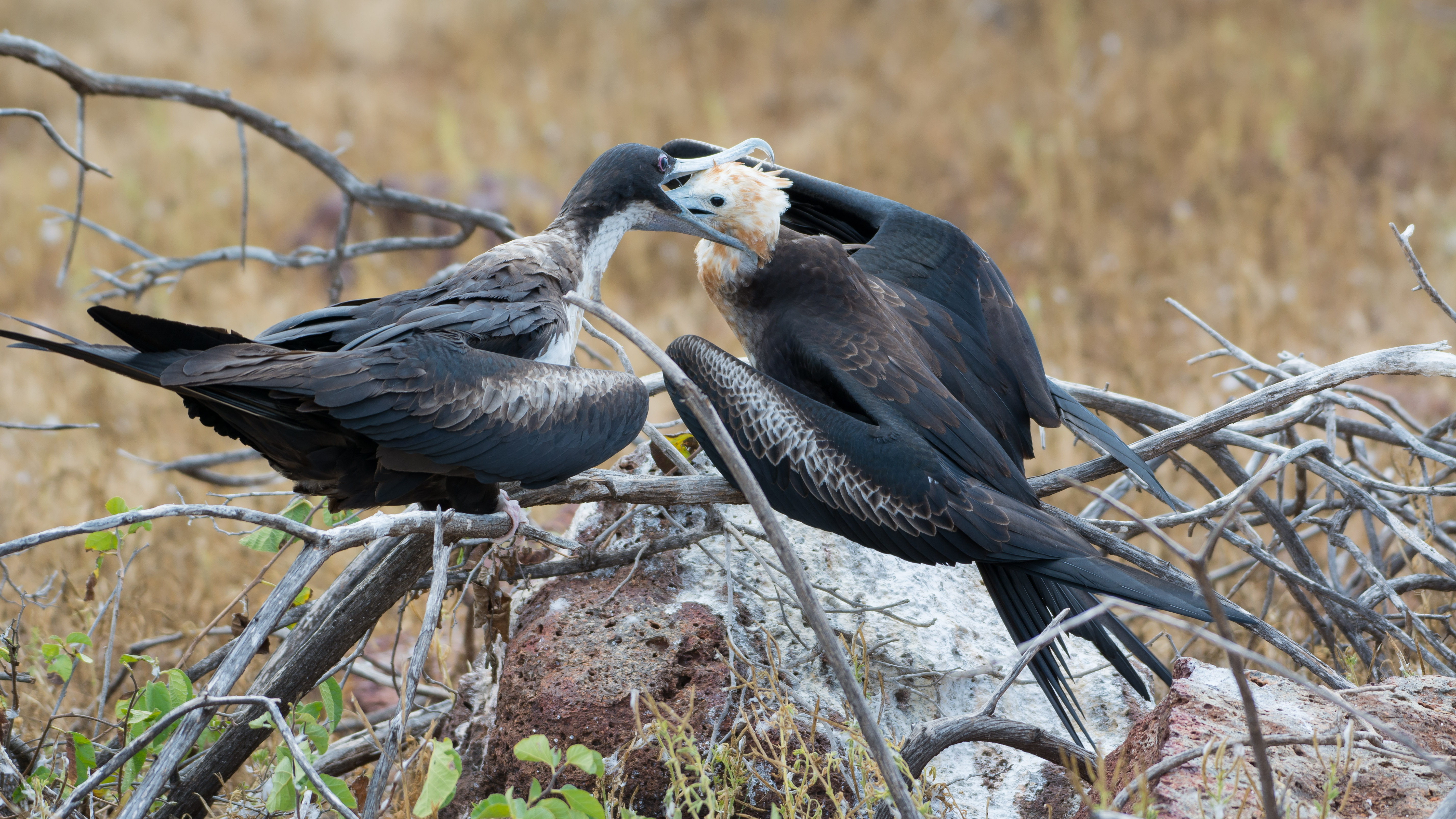
Fragata fêmea alimentando um filhote
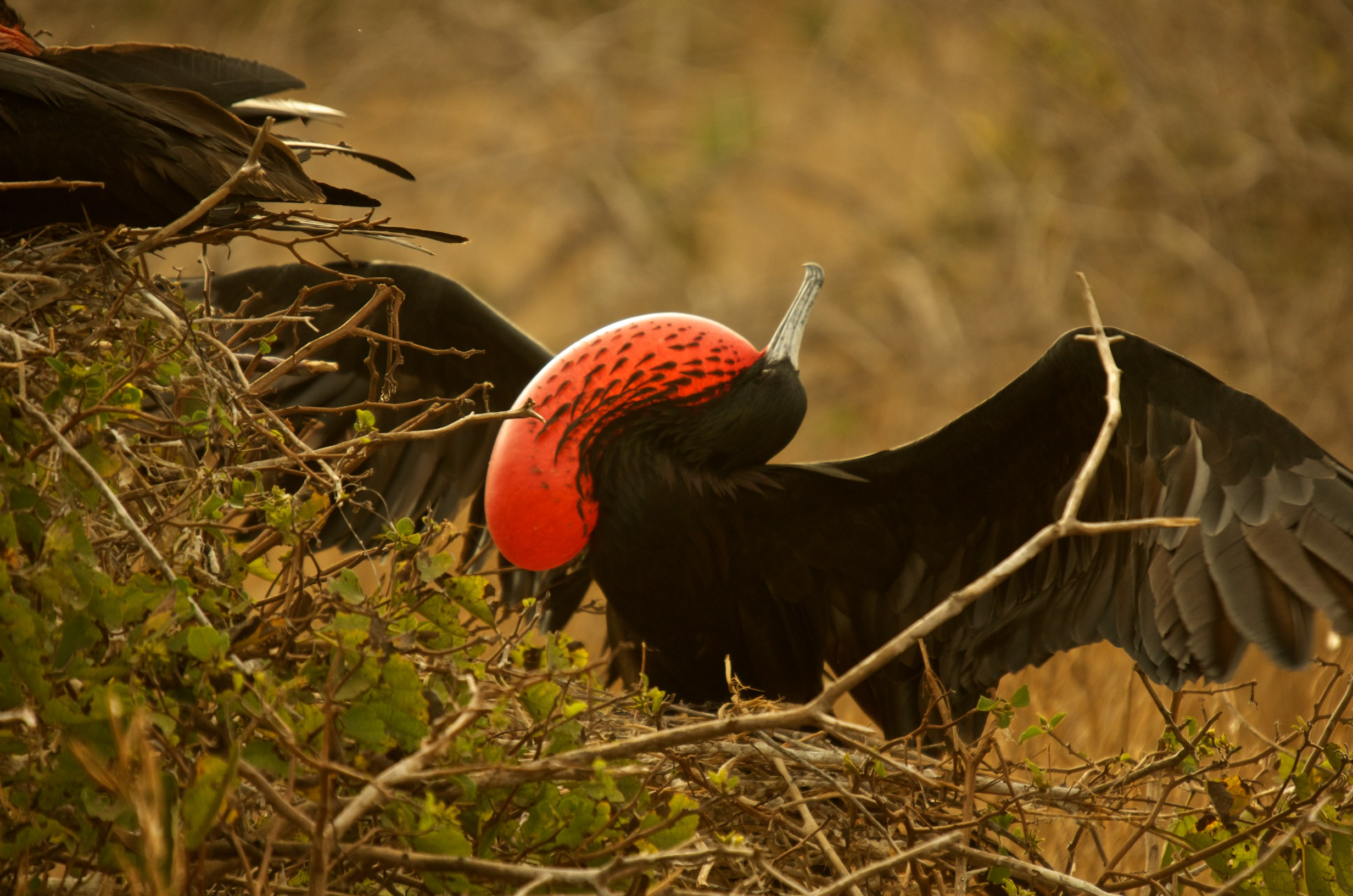
Macho de fragata em cortejo mostrando seu saco gular vermelho em Galápagos, Equador